# 西布恩鎮區 (密蘇里州貝茨縣)
西布恩鎮區（英語：West Boone Township）是位於美國密蘇里州貝茨縣的一個行政鎮區。

## 地方資料
西布恩鎮區的面積為78.33平方千米，當中陸地面積為77.86平方千米，而水域面積為0.47平方千米。根據2020年美國人口普查的數據，當地共有人口773人，而人口密度為每平方千米9.87人。